# Liste des maires de Tournay

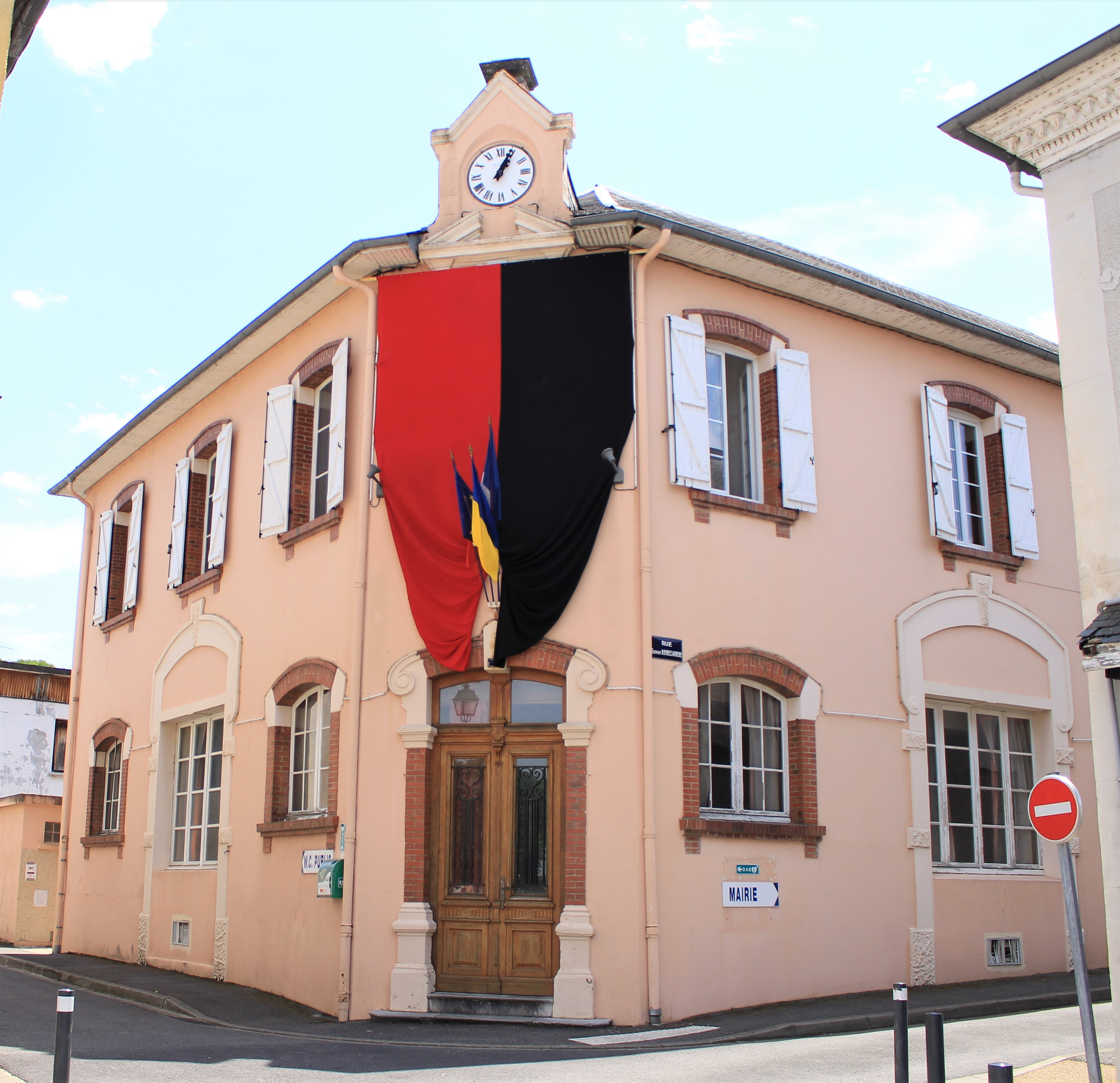
La mairie en 2021.

## Liste des maires
| Période   | Période  | Identité                                               | Étiquette | Qualité |
| --------- | -------- | ------------------------------------------------------ | --------- | ------- |
| 1790      | 1794     | Jean-François Darrieux                                 |           |         |
| 1794      | 1796     | Bernard Nogues                                         |           |         |
| 1796      | 1797     | Joseph Nogues                                          |           |         |
| 1797      | 1798     | Jean Dabadie                                           |           |         |
| 1798      | 1798     | Jean-Baptiste Loustau                                  |           |         |
| 1798      | 1800     | Jean Dabadie                                           |           |         |
| 1800      | 1802     | Dominique Darrieux                                     |           |         |
| 1802      | 1804     | Raymond Fourcade                                       |           |         |
| 1804      | 1808     | Jean-François Darrieux                                 |           |         |
| 1808      | 1813     | Claude Baniere                                         |           |         |
| 1813      | 1815     | Laurent de Loustau                                     |           |         |
| 1815      | 1817     | Jacques Baniere                                        |           |         |
| 1818      | 1821     | Jean-Pierre Tapie                                      |           |         |
| 1821      | 1825     | Jacques Baniere                                        |           |         |
| 1825      | 1830     | Louis Abadie                                           |           |         |
| 1830      | 1832     | Dominique Darrieux                                     |           |         |
| 1832      | 1835     | Jean-Pierre Tapie                                      |           |         |
| 1835      | 1846     | Paul Nogues                                            |           |         |
| 1846      | 1870     | Jacques Pedebidou                                      |           |         |
| 1870      | 1871     | Jean-Baptiste Lacrampe-Loustau                         |           |         |
| 1871      | 1878     | Jacques Pedebidou                                      |           |         |
| 1878      | 1880     | Jean-Baptiste Lacrampe-Loustau                         |           |         |
| 1880      | 1881     | Cyrique Daveran (maire par délégation)                 |           |         |
| 1881      | 1896     | Jean-François Denagiscarde                             |           |         |
| 1896      | 1902     | Jean-Raymond Lacrampe-Loustau                          |           |         |
| 1902      | 1914     | Adolphe Pedebidou (sénateur)                           |           |         |
| 1914      | 1917     | Dominique Pardon (CM remplace le maire mobilisé)       |           |         |
| 1917      | 1925     | Adolphe Pedebidou                                      |           |         |
| 1925      | 1932     | Emile Gabarrot                                         |           |         |
| 1932      | 1939     | Henri Cazenavette                                      |           |         |
| 1939      | 1940     | Louis Raynaud (Adjoint remplace le maire mobilisé)     |           |         |
| 1940      | 1943     | Henri Cazenavette                                      |           |         |
| 1943      | 1944     | Raphäel Lavantes (Président de la délégation spéciale) |           |         |
| 1944      | 1945     | André Cerez (Président du comité local de libération)  |           |         |
| 1945      | 1947     | François Christaud                                     |           |         |
| 1947      | 1953     | Jean-Marie Lacoste                                     |           |         |
| 1953      | 1959     | Léon Pujo                                              |           |         |
| 1959      | 1969     | Germain Bonnecarrère                                   |           |         |
| 1969      | 1971     | Gaston Duran                                           |           |         |
| 1971      | 1983     | Albert Pierrot                                         |           |         |
| mars 1983 | 2014     | Josette Fourcade                                       | MRG       |         |
| mars 2014 | 2020     | Camille Denagiscarde                                   |           |         |
| mars 2020 | En cours | Nicolas Datas-Tapie                                    | SE        |         |